# Maciej Dąbrowski (muzyk)
Maciej Dąbrowski, znany również jako Capricornus (ur. 1975) – polski muzyk, kompozytor, wokalista i autor tekstów.
Maciej Dąbrowski znany jest przede wszystkim z występów w blackmetalowym zespole Graveland, którego był członkiem w latach 1993–1995 i 1998−1999. W latach 1997–2003 był liderem formacji Thor’s Hammer. Grał także w zespołach Thy Worshiper, Legion oraz Infernum. Prowadził także solową działalność artystyczną. Jego twórczość znajduje się na liście Anti-Defamation League wymieniającej wykonawców „muzyki nienawiści”.
Po 2004 roku Dąbrowski zaprzestał działalności muzycznej, a planowany album sygnowany pseudonimem Capricornus pt. At Any Cost! nie został wydany.

## Dyskografia
- Graveland – In The Glare of Burning Churches (1993, Withing Hour Productions)
- Graveland – The Celtic Winter (1993, Melissa Productions)
- Legion – Blood on My Knife (1994, wydanie własne)
- Infernum – Taur – Nu – Fuin (1994, Astral Wings Records)
- Graveland – Carpathian Wolves (1994, Eternal Devils)
- Capricornus – Kein Blut Soll Verunreinigt Werden (1995, Capricornus Productions)
- Graveland – Thousand Swords (1995, Lethal Records)
- Graveland – Following the Voice of Blood (1997, No Colours Records)
- Graveland – Immortal Pride (1998, No Colours Records)
- Capricornus – Capricornus / Aryan Blood (1999, Wolftower, split z Aryan Blood)
- Capricornus – Stahlgewitter (1999, Wolftower)
- Capricornus – Polish-Hellenic Alliance Against Z.O.G.! (2003, Wolftower, split z Der Stürmer)
- Capricornus – Alone Against All (2004, Supernal Music)
- Infernum – Farewell (2005, No Colours Records)